# Lösungsturnier (Schach)
Ein Lösungsturnier ist ein Wettbewerb beim Lösen von Schachaufgaben. Es gewinnt, wer die vorgegebenen Probleme am besten und schnellsten löst. In abgewandelter Form versteht man darunter auch den Lösungswettbewerb einer Schachzeitschrift. Es gewinnt, wer innerhalb einer bestimmten Frist richtige und vollständige Lösungen einschickt und nach einer vorher festgelegten Zeit die meisten der dafür vergebenen Punkte erlangt hat.
Die FIDE führte 1977 jährlich abzuhaltende Weltmeisterschaften für Ländermannschaften ein. Seit 1982 erhält der beste Einzellöser den Weltmeistertitel für die Dauer eines Jahres. Analog zum Turnierschach verleiht die World Federation for Chess Composition (bis 2010: Permanent Commission of the FIDE for Chess Compositions) für Löser die Titel Großmeister (GM), Internationaler Meister (IM) und FIDE-Meister (FM). Der GM- und der IM-Titel wurden 1982 zum ersten Mal verliehen, der FM-Titel 1997.